# RTL II (Ungaria)
RTL Kettő este un canal de divertisment și seriale din Ungaria, deținut de RTL Magyarország, cu RTL Klub și încă un canal, Cool TV. A fost lansat la 1 octombrie 2012.

## Rebrand
Pe 2 septembrie 2022, s-a confirmat că canalele RTL se vor rebrandui și vor avea numele lor schimbate. Schimbarea canalului RTL II a avut loc pe 20 noiembrie.